# بلگریو اسکوئر

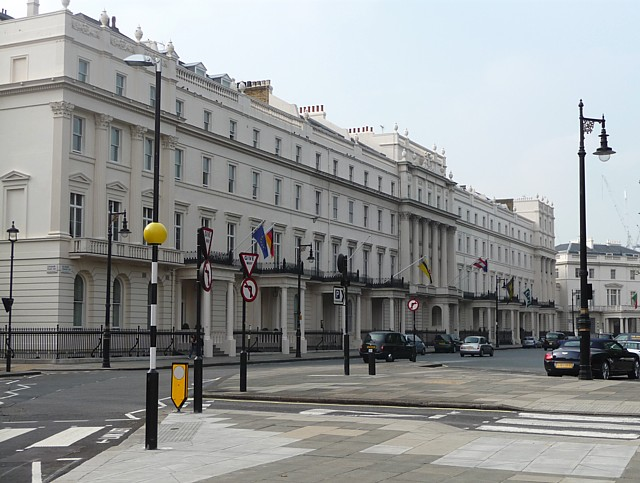
نمونه‌ای از ساختمان‌های موجود در این میدان

بلگریو اسکوئر (انگلیسی: Belgrave Square) یکی از بزرگترین و وسیع‌ترین میدان‌های بازمانده از قرن نوزدهم در شهر لندن است. این میدان گل سرسبد منطقهٔ بلگریویاست و در دهه‌های ۱۸۲۰ ساخته شد.
امروزه ساختمان بسیاری از سفارتخانه‌های کشورهای دیگر در این محدوده قرار دارد.